# Ideał maksymalny
Ideał maksymalny – ideał, który jest maksymalny (względem zawierania zbiorów) wśród wszystkich ideałów właściwych danego pierścienia; innymi słowy jest to taki ideał właściwy, który nie zawiera się w żadnym innym ideale danego pierścienia.
Istotność ideałów maksymalnych wynika zasadniczo z faktu, że pierścienie ilorazowe ideałów maksymalnych są pierścieniami prostymi, co w przypadku pierścieni przemiennych z jedynką oznacza, że są one także ciałami. Dla pierścieni nieprzemiennych definiuje się ideały maksymalne lewostronny i prawostronny jako maksymalne wśród częściowo uporządkowanego zbioru ideałów odpowiednio lewostronnych bądź prawostronnych. W tym przypadku iloraz jest tylko modułem prostym nad danym pierścieniem. Jeżeli pierścień ma dokładnie jeden prawostronny ideał maksymalny, to nazywa się go pierścieniem lokalnym; wówczas ideał ten jest równocześnie dokładnie jednym lewostronnym ideałem maksymalnym tego pierścienia, co oznacza, że jest on jego (obustronnym) ideałem maksymalnym – w istocie jest to radykał Jacobsona danego pierścienia.

## Własności
W pierścieniach przemiennych z jedynką {\displaystyle R} zachodzą następujące twierdzenia:
- Ideał {\displaystyle I} jest maksymalny wtedy i tylko wtedy, gdy pierścień ilorazowy {\displaystyle R/I} jest ciałem[1]. Ciało to nazywanym ciałem reszt.
- Każdy ideał maksymalny jest ideałem pierwszym.
- Twierdzenie Krulla: każdy ideał właściwy jest zawarty w pewnym ideale maksymalnym[2].

## Przykłady
- W pierścieniu {\displaystyle \mathbb {Z} } ideałami maksymalnymi są zbiory wszystkich liczb podzielnych przez daną liczbę pierwszą {\displaystyle p} (pierścienie ilorazowe są wówczas izomorficzne z ciałami {\displaystyle \mathbb {Z} _{p}})[3].
- W pierścieniu wielomianów {\displaystyle \mathbb {Z} [X]} ideałami maksymalnymi są na przykład: zbiór wielomianów, dla których suma współczynników jest parzysta, zbiór wielomianów, dla których różnica między sumą współczynników o indeksach parzystych i nieparzystych jest parzysta (w obu przypadkach pierścienie ilorazowe są izomorficzne z {\displaystyle \mathbb {Z} _{2}})
- W pierścieniu wielomianów {\displaystyle \mathbb {R} [X]} ideałem maksymalnym jest na przykład zbiór wielomianów podzielnych przez {\displaystyle (x^{2}+1);} pierścień ilorazowy jest izomorficzny z ciałem liczb zespolonych {\displaystyle \mathbb {C} .}
- W pierścieniu funkcji ciągłych z przestrzeni metrycznej zbiór funkcji znikających w danym punkcie (mających miejsce zerowe w ustalonym punkcie) jest ideałem maksymalnym.